# Cleitamia gestroi
Cleitamia gestroi är en tvåvingeart som beskrevs av Kertesz 1899. Cleitamia gestroi ingår i släktet Cleitamia och familjen bredmunsflugor. Inga underarter finns listade i Catalogue of Life.